# Lauri Love

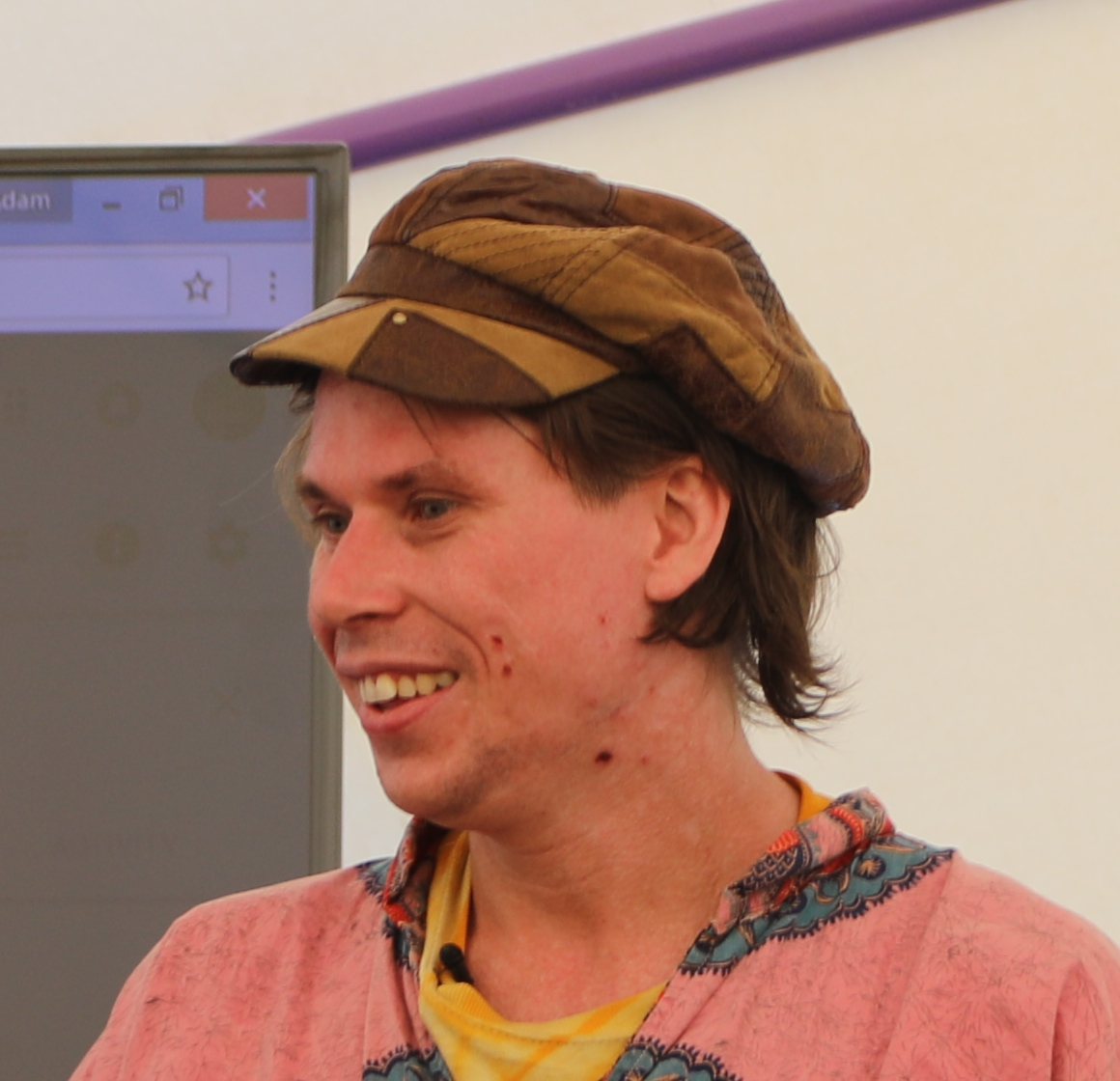
Lauri Love, 2017

Lauri Love (* 14. Dezember 1984 in Stradishall (Suffolk), Vereinigtes Königreich) ist ein finnisch-britischer Aktivist und Hacker, der mit Aktivitäten des Anonymous-Kollektivs und LulzSec in Verbindung gebracht wurde und seit 2013 für verschiedene Taten von den Vereinigten Staaten juristisch belangt wird.

## Leben
Lauri Love ist Sohn des Geistlichen Alexander Love und der finnischen Staatsbürgerin Sirkka Love, beide leben in Stradishall und arbeiten im Gefängnis Highpoint North.
Love ist seit seinem 29. Lebensjahr mit einem Asperger-Syndrom diagnostiziert, allerdings ist er weder in seinem Lernverhalten, noch in Aufmerksamkeitaspekten oder im Sprachgebrauch eingeschränkt, er ist hochbegabt. Weiterhin leidet er an Depressionen.
Lauri Love ist sowohl britischer als auch finnischer Staatsbürger. Nach der Annahme der zusätzlichen Staatsbürgerschaft seiner Mutter leistete er „Nationaldienst“ in Finnland (vergleichbar mit dem deutschen Wehrersatzdienst). Er arbeitete für sechs Monate in einem Labor, das Neurodegenerative Erkrankung erforschte.
Lauri Love besuchte das Sixth Form College in England, verließ das Institut allerdings ohne Abschluss und war dann vorübergehend in der Truthahn-Verarbeitung beschäftigt. Später besuchte er die Universitäten Nottingham und Glasgow, an letzterer studierte er Mathematik, Physik und Informatik. Er musste insgesamt zweimal sein Studium wegen depressiver Phasen unterbrechen, während der zweiten Phase lebte er sechs Monate in einem Camp der Occupy-Bewegung.
2016 studierte er Elektrotechnik an der University of Suffolk und arbeitete als Berater für Informationssicherheit für ein Wirtschaftsunternehmen.

### Aktivismus
Lauri Love war Teilnehmer der ab 2010 erfolgten Proteste gegen Studiengebühren in Großbritannien und wurde insbesondere aktiv während der acht Monate andauernden Besetzung des Hetherington-Gebäudes der Universität Glasgow. Nach dem Ende dieser Besetzungen wurde er 2011 Teil der Occupy-Bewegung in Glasgow.

„I don’t see Washington or the Department of Justice as my enemies, I hope that after the extradition is dealt with they don’t see me as a threat but as someone that can help achieve the ends that we do share - which is a secure world.“

„Ich sehe Washington und die US-Justizbehörde nicht als meine Feinde. Ich hoffe, dass, nachdem mit dem Auslieferungsverfahren abgeschlossen ist, sie mich auch nicht als Gefahr, sondern als jemanden wahrnehmen, der helfen kann ein gemeinsames Ziel zu erreichen: Eine sichere Welt.“

### Love als Hacker

#### Hintergrund: Hacktivismus und Computersabotage
Seit der ersten Dekade nach der Jahrtausendwende kam es verstärkt zur öffentlichen Wahrnehmung von Aktionen verschiedener Computerviren und -würmer wie Stuxnet und Hackergruppen wie Anonymous oder LulzSec, es gab auch in der breiten Öffentlichkeit Debatten um Themen der IT-Sicherheit und Hacktivismus.
Im Jahr 2013 gab es verschiedene hacktivistische Aktionen um auf das Geschehen um Aaron Swartz aufmerksam zu machen, darunter Vorfälle von Denial of Service und Defacement. Es kam zu Computersabotage und Einbrüchen in Rechnernetze.

#### Anklage durch die USA und Festnahme
Love wurde am 25. Oktober 2013 durch die britische National Crime Agency festgenommen, nachdem international wegen mehrerer Hacks durch das United States Army Criminal Investigation Command ermittelt wurde. Love sei einer der bis zu vier Täter, die im Rahmen der Anonymous-Kampagne „Last Resort“ (englisch: letzte Zuflucht) tätig wurden.
Die Anklageschrift führt an, dass sich Love personenbezogene Daten zu 5.000 Angehörigen und ehemaligen Angehörigen der Streitkräfte der Vereinigten Staaten durch zehn separate „Online-Angriffe“ aneignete. Konkret seien SQL-Injections über Schwachstellen im Adobe-Produkt ColdFusion gebraucht worden. Darüber hinaus seien Backdoors und Shells in den kompromittierten Netzwerken hinterlegt worden, um ein erneutes Eindringen zu späterem Zeitpunkt zu ermöglichen.

„The information he allegedly copied was never distributed anywhere, it was more a youthful prank. And the security exploit they allegedly used had been publicly disclosed months before and used by tens of thousands of people.“

„Die Informationen, die er [Lauri Love] angeblich kopierte, wurde nie irgendwo veröffentlicht; es war mehr ein jugendlicher Streich. Und der Exploit, den sie angeblich verwendeten, wurde bereits Monate zuvor veröffentlicht und von zehntausenden Personen verwendet.“

Love habe außerdem auf der Website der United States Sentencing Commission ein Video geschaltet, das die Höhe der gegen Kriminalität mit Internet-Bezug verhängten Strafen kritisiert. Nach anderer Quelle wurde die Website der Sentencing Commission vom Netz genommen, nachdem sie durch den Hack eine Version des Computerspiels Asteroids anbot.
Am Montag, den 28. Oktober, wurde dann vor einem US-Bundesgericht in Newark, New Jersey Anklage gegen Lauri Love und Mitverschwörer erhoben. Diese hätten sich in „tausende [Computern]etzwerke, einschließlich vieler, die zum US-Militär und anderen Regierungsbehörden gehören, gehackt“. Im Rahmen ihres Planes wären dann „militärische Daten und personenbezogene Daten“ gestohlen worden, die „den Soldaten gehörten“, dadurch seien „die nationale Sicherheit gefährdet und diejenigen, die das Land schützen, beleidigt worden.“ Konkret wurde der Zeitraum von Oktober 2012 bis Oktober 2013 für die Vorfälle benannt, die betroffenen Rechnernetze gehörten zur US Army, der Missile Defense Agency, der Environmental Protection Agency und der NASA.
Insgesamt wurden Anklagen unter dem Computer Misuse Act in drei US-Staaten erhoben, New Jersey, New York und Virginia. Die britischen Behörden selbst erhoben keine Anklage.
Die Angaben über die mögliche Höchststrafe schwanken zwischen 20 und 99 Jahren Haft. Darüber hinaus gäbe es zu ersetzende Schäden in Höhe von 25.000 bis zu 9 Millionen US-Dollar.
Im Zuge verschiedener Anhörungen ging es auch um die Motivation der Angeklagten. Der US-Ankläger sprach den drei Beschuldigten eine politische Motivation ab, es sei um „das Stören der Tätigkeiten und der Infrastruktur der US-Regierung“ gegangen. Demgegenüber sagte Love aus, er sei „lebenslang bestrebt die Welt in einen besseren Zustand zu versetzen.“

#### Entlassung auf Bewährung
Love wurde im Juli 2014 unter Auflagen auf Bewährung aus der Haft entlassen. Diese Auflagen beinhalteten die Pflicht, zweimal wöchentlich bei der örtlichen Behörde seines ersten Wohnsitzes vorzusprechen, und verhinderte so, dass Love sein Studium im Glasgow fortsetzte.
Nachdem sich Love im Verlauf des Jahres 2015 nach dem Ende der Bewährung 2014 von einer durch das Verfahren verursachten Depression erholt hatte, erfolgte am 15. Juli 2015 eine erneute Festnahme durch eine Spezialeinheit des Metropolitan Police Service. Ein Gericht, dem er erneut vorgeführt wurde, veranlasste die Freilassung auf Kaution. Die eigentlichen Anhörungen wegen des Auslieferungsverfahrens wurden auf 2016 verschoben.

#### Passwort-Herausgabe
Auf die Festnahme im Oktober 2013 folgte eine Hausdurchsuchung, bei der alle elektronischen Geräte konfisziert wurden. Insgesamt stellte die Behörden 31 Geräte sicher.
Bis Februar 2014 konnte die National Crime Agency (NCA) keinen Zugriff auf sechs Geräte, darunter zwei Laptops und Speichermedien, erlangen. Die NCA forderte dann entsprechend dem Regulation of Investigatory Powers Act (RIPA) die Herausgabe der Zugangsdaten. Nach dem RIPA kann das Nichtbefolgen mit zwei Jahren Haft sanktioniert werden. Love weigerte sich – und die NCA sah von einer Durchsetzung ab.
25 konfiszierte Geräte wurden im Mai 2015 zurückgegeben, Love forderte dann im November 2015 auf zivilrechtlichem Weg sein restliches Eigentum zurück, worauf die NCA unter Androhung von „Contempt of Court“ (etwa: Ordnungsmittel) erneut die Herausgabe der Passwörter, die Love zur Verschlüsselung seiner Daten verwendete, verlangte.
Ein Gericht lehnte es im Mai 2016 ab, Love dazu zu verpflichten. Die Richterin Nina Tempia gab ab, die Behörde hätte eher „herkömmliche polizeiliche Möglichkeiten“, eben das Prozedere nach dem RIPA, verwenden sollen.

#### Auslieferungsverfahren
Auf Grund der national unterschiedlichen Gesetzgebung gibt es enorme Unterschiede bezüglich der möglichen Strafmaße. In den Gerichten Großbritanniens ist in diesem Fall als Höchststrafe eine Haft von rund drei Jahren, in den Vereinigten Staaten ein Freiheitsentzug von 99 Jahren möglich.
Darüber hinaus unterscheiden sich die Justizsysteme deutlich im Umgang mit psychisch auffälligen Personen. Unterstützer Loves führten an, dass beim versuchten Suizid von Chelsea Manning, die in einem US-Militärgefängnis inhaftiert war, eine Strafverschärfung in Kraft trat. Manning wurde mit Isolationshaft sanktioniert, während im britischen Strafvollzug bei psychischen Belastungsspitzen, etwa einer schweren Depression, eine Hafterleichterung möglich wäre.
Grundsätzlich haben die Vereinigten Staaten von Amerika in der jüngeren Vergangenheit an mehreren Beispielen Härte gegenüber Hackern gezeigt, etwa im Falle Jeremy Hammonds oder Barrett Browns oder Aaron Swartz.
Prominent wurde der Fall des schottischen Hackers Gary McKinnon, der an ähnlicher psychischer Symptomatik litt. McKinnon konnte in einem zehn Jahre dauernden Verfahren erstreiten, dass er nicht in die Vereinigten Staaten ausgeliefert wurde, da in dortigen Gefängnissen kein angemessener Umgang mit seinen lebenslang belegten Depressionen und seinem Asperger-Syndrom gewährleistet sei. Die britische Premierministerin Theresa May, damals amtierende Innenministerin, hatte letztlich eine Auslieferung aus „humanitären Gründen“ verneint.
Im September 2016 entschied das zuständige Gericht, dass Lauri Love an die Vereinigten Staaten ausgeliefert werden dürfe, obwohl es eine „substanzielle Gefahr gäbe, dass Love Suizid begehen würde. In den Gefängnissen der Vereinigten Staaten gäbe es ausreichend medizinische Einrichtungen, sodass seinen Bedürfnissen entsprochen würde.“ Am 14. November wurde dann bekannt, dass Amber Rudd eine Verfügung über die Auslieferung unterzeichnet hatte, nachdem „alle relevanten Aspekte berücksichtigt wurden.“ Lauri Love legte Rechtsmittel beim zuständigen Berufungsgericht ein, dem Court of Appeal.

### Öffentliche Debatte
Die Daily Mail war die erste Zeitung, die sich gegen die Auslieferung positionierte.
Im November 2016 veröffentlichte die britische Times einen Leitartikel, in dem sich die Zeitung anschloss. Der Artikel äußerte Unverständnis bezüglich der Entscheidung Amber Rudds und bedauert, dass die Regierung Theresa Mays nicht auf ihre Innenministerin im Sinne des Falles von Gary McKinnon eingewirkt habe. Das Asperger-Syndrom, bei dem Betroffene typischerweise Schwierigkeiten hätten die Konsequenzen ihres Verhaltens abzuschätzen, sei kein Grund von Strafverfolgung abzusehen, aber Anlass Milde walten zu lassen. Dem Interesse der Gerechtigkeit werde nicht durch den Tod Loves gedient.
Über den Verlauf einer Woche wurden Briefe von Unterstützern im November 2016 in der Times veröffentlicht. Unter den Autoren waren der Autismus-Forscher Richard Mills neben Aktivisten und die britischen Abgeordneten David Burrowes und Barry Sheerman.
114 britische Abgeordnete unterzeichneten einen Brief an Barack Obama, in dem sie den US-Präsidenten aufforderten auf das Auslieferungsverfahren einzuwirken und dieses zurückzuziehen.

„The UK has prosecuted at least twelve computer hackers who have hacked US-based computer systems. Indeed, Mr Love would be the first UK-based computer hacker to be extradited and denied the opportunity to face a full prosecution in the UK. The UK criminal justice system is equipped to bring justice through sentencing and rehabilitating people who are adjudged to have committed these crimes.
Many of these twelve cases did not involve individuals who have significant mental health issues, nor Asperger Syndrome and were not at a high-risk of suicide, yet they were not extradited. We would like to ask, why then is the United States insistent on Mr Love’s extradition despite the UK having a proven track record of appropriately sentencing and rehabilitating individuals who have committed computer hacking offences against the US?“

„Das Vereinigte Königreich hat mindestens zwölf Computer-Hacker, die Computersysteme in den Vereinigten Staaten gehackt haben, gerichtlich belangt. Tatsächlich, Lauri Love wäre der erste Hacker aus dem Vereinigten Königreich, der ausgeliefert und dem die Gelegenheit eines vollen Gerichtsverfahrens im Vereinigten Königreich verwehrt würde. Das Justizsystem des Vereinigten Königreichs ist, um Gerechtigkeit durch Bestrafung und Rehabilitation von Personen, denen diese Straftaten zugesprochen wurden, ausgestattet.
In viele dieser zwölf Fälle waren Personen verwickelt, die keine signifikanten Probleme mit ihrer geistigen Gesundheit hatten, auch waren sie nicht suizudal oder vom Asperger-Syndrom betroffen, trotzdem wurden diese Personen nicht ausgeliefert. Wir möchtern gerne wissen, warum die Vereinigten Staaten auf die Auslieferung Laurie Loves bestehen, obwohl das Vereinigte Königreich eine belegte Vergangenheit angemessener Bestrafungen und Rehabilitationen bezüglich Individuen, die eine Computersabotage gegen die Vereinigten Staaten begannen haben, hat?“

David Burrowes hat darüber hinaus am 12. Oktober 2016 die Prime Minister’s Questions genutzt um Theresa May bezüglich Loves Auslieferungsverfahren zu Fragen, ob sich die von ihr in das britische Recht eingebrachte Änderung – „Forum Bar“ – als sinnvoll erwiesen habe. Nach dem Fall von Gary McKinnon wurde die Entscheidungsbefugnis eine Auslieferung wegen „humanitärer Bedenken“ den Gerichten zugesprochen, statt wie zuvor in dem Aufgabengebiet der Innenminister zu liegen. Der britische Anwalt Edward Grange, „Experte für Auslieferungsverfahren“, nannte den Schutz durch die Forum Bar illusorisch, sie würde lediglich im Falle einer drohenden Todesstrafe eine Auslieferung verhindern.

## Videos
- Jake Davis, Laurie Love, Mustafa Al-Bassam: No Love for the US Gov. Why Lauri Love’s case is even more important than you thought, Vortrag auf dem 33. Chaos Communication Congress, 29. Dezember 2016.

- Bill Goodwin: Lauri Love - my battle with extradition – Video-Porträt Lauri Loves auf der Computer-Weekly-Website, 16. September 2016.

- 105 British MPs call on Obama to stop Lauri Love's extradition auf YouTube – Bericht der BBC zum offenen Brief an Barack Obama, 26. Oktober 2016.

- Lauri Love's Speech at Muscatelli's Meeting with students auf YouTube – Lauri Love während der Besetzung des Hetherington-House, 25. März 2011.